# Protiaropsis
Protiaropsis is een geslacht van neteldieren uit de  familie van de Bythotiaridae.

## Soorten
- Protiaropsis anonyma (Maas, 1905)
- Protiaropsis ausgeoana (Gershwin & Zeidler, 2003)
- Protiaropsis minor (Vanhöffen, 1911)